# Giberville
Giberville – miejscowość i gmina we Francji, w regionie Normandia, w departamencie Calvados.
Według danych na rok 1990 gminę zamieszkiwały 4574 osoby, a gęstość zaludnienia wynosiła 915 osób/km² (wśród 1815 gmin Dolnej Normandii Giberville plasuje się na 36. miejscu pod względem liczby ludności, natomiast pod względem powierzchni na miejscu 884.).